# Усора
Усора е исторически регион в Босна, носещ името си по едноименната река Усора - ляв приток на Босна (река).
Влизал е в състава на княжеска Сърбия, след което е в състава на кралство Унгария. Регионът на Усора, заедно със съседното Соли, става част от владенията на средновековно кралство Сърбия на сръбския крал Драгутин, който ги управлява като унгарски васал. Той е наследен от сина си Стефан Владислав II, след което тези два региона са окончателно присъединени към Връхбосна при управлението на бан Стефан II Котроманич. 